# Панин, Иван Николаевич
Панин Иван Николаевич (12 декабря 1855 − 30 октября 1942), русский эмигрант в США, известен своими исследованиями нумерологических совпадений в тексте Библии.

## Биография
В 1874 году выслан из России за участие в революционной деятельности. Окончил математическое отделение Берлинского университета, с 1878 года проживал в США, получил высшее образование и степень бакалавра искусств в Гарвардском университете. В Америке стал известным лектором по русской литературе и литературным критиком. Был известен как убежденный агностик, но, увлёкшись изучением числовых совпадений в тексте Библии, он пренебрёг карьерой и поселился с женой на ферме в провинции Онтарио, где более 50 лет занимался нумерологическим анализом текста Библии.
9 ноября 1899 года через нью-йоркскую газету «New York Sun» он обратился к девяти американским рационалистам и критикам Библии, после чего провёл с ними публичный диспут. Умер в городке Aldershot (провинция Онтарио, Канада) 30-го октября 1942 года, в возрасте 86 лет.

## Библейский код
Одним из основных мотивов библейских исследований Панина была попытка обратить внимание на наличие в тексте Библии большого количества совпадений, связанных с числом 7. Вероятность таких совпадений, по его утверждению, близка к нулю, то есть их нельзя объяснить случайными причинами в согласии с теорией вероятности. Эти совпадения он относил к разряду непознанного и считал доказательством сверхъестественного происхождения текста. Свои рассуждения Панин облекал в математическую форму и применял традиционные пифагорейские и каббалистические приёмы, что даже дало ему уверенность, что на основе таких расчётов можно выявить в каноническом тексте позднейшие исправления. Панин подготовил критическое издание текста Нового Завета, выпущенного в 1881 году Весткоттом и Хортом («Греческий Новый Завет Весткотта и Хорта»). В 1934 году он опубликовал собственную редакцию греческого текста Нового Завета.
Деятельность И. Н. Панина вызывала критику, но у него есть и последователи, такие как обратившийся в конце жизни в православие учёный Альберт Вейник и американский проповедник Чак Мисслер.